# Передольское сельское поселение
Передольское сельское поселение — муниципальное образование в Батецком муниципальном районе Новгородской области России.
Административный центр — деревня Новое Овсино.
Территория сельского поселения расположена на северо-западе Новгородской области. По территории протекает река Луга.

## История
В средневековье здесь существовал Передольский погост. В писцовых книгах Водской пятины Новгородской земли 1500 года назван как Никольский Передольский погост. Погост здесь основан, возможно, в легендарные время Княгини Ольги, когда она по пути в Новгород в 947 году ставила погосты и дани по рекам Мсте и Луге. Здешняя местность в средневековье называлась «волостью Лугой». Она изобилует древнерусскими археологическими памятниками — курганами, сопками, селищами VIII—XIV вв. Меж деревень Подгорье и Заполье находится урочище Городок — городище площадью около 12 га. А неподалёку расположена знаменитая «Шум-гора» или «Большая сопка» — самый большой курган средневековой Европы. По местным легендам именно здесь расположена легендарная могила Рюрика.
Также здесь проходил известный Лужский путь, в прошлом — важнейшая транспортная артерия. В районе деревень Большой Волок, Малый Волочёк и Ожогин Волочёк находилось место волока из Луги, впадающей в Балтийское море, в Кибу — приток Шелони, которая в свою очередь впадает в Ильмень.
Передольский погост Лужского уезда Санкт-Петербургской губернии — родина археолога и новгородского краеведа В. С. Передольского (1833—1907).
Передольское сельское поселение было образовано в соответствии с законом Новгородской области от 11 ноября 2005 года № 559-ОЗ.

## Население
| 2010 | 2012  | 2013  | 2014  | 2015  | 2016  | 2017  |
| ---- | ----- | ----- | ----- | ----- | ----- | ----- |
| 1247 | ↘1185 | ↘1151 | ↗1155 | ↘1112 | ↘1085 | ↘1054 |
| 2021 |       |       |       |       |       |       |
| ↘994 |       |       |       |       |       |       |

## Населённые пункты
На территории сельского поселения расположено 52 населённых пункта (деревни):
| №  | Населённый пункт | Тип                             | Население |
| -- | ---------------- | ------------------------------- | --------- |
| 1  | Большие Селищи   | деревня                         | 0         |
| 2  | Большое Войново  | деревня                         | ↘10       |
| 3  | Большой Волок    | деревня                         | ↘14       |
| 4  | Большой Теребец  | деревня                         | 6         |
| 5  | Бор              | деревня                         | ↘5        |
| 6  | Борки            | деревня                         | ↘4        |
| 7  | Брод             | деревня                         | ↘9        |
| 8  | Глухой Бережок   | деревня                         | 3         |
| 9  | Дедино           | деревня                         | ↘2        |
| 10 | Заполье          | деревня                         | ↘11       |
| 11 | Заречная         | деревня                         | ↘5        |
| 12 | Заупора          | деревня                         | ↘14       |
| 13 | Корокса          | деревня                         | ↘3        |
| 14 | Косицкое         | деревня                         | 140       |
| 15 | Красовицы        | деревня                         | ↘0        |
| 16 | Кчера            | деревня                         | ↘18       |
| 17 | Кшева            | деревня                         | ↘5        |
| 18 | Лапушицы         | деревня                         | ↘0        |
| 19 | Лёжно            | деревня                         | ↘25       |
| 20 | Лихарева Горка   | деревня                         | ↘2        |
| 21 | Любенец          | деревня                         | 4         |
| 22 | Любино Поле      | деревня                         | 17        |
| 23 | Малый Волочёк    | деревня                         | 19        |
| 24 | Малый Теребец    | деревня                         | 0         |
| 25 | Мелковичи        | деревня                         | ↘179      |
| 26 | Михайловское     | деревня                         | 4         |
| 27 | Нежатицы         | деревня                         | ↘14       |
| 28 | Новое Овсино     | деревня, административный центр | ↗350      |
| 29 | Обколи           | деревня                         | 14        |
| 30 | Ожогин Волочёк   | деревня                         | ↘50       |
| 31 | Остров           | деревня                         | 19        |
| 32 | Оттурицы         | деревня                         | 15        |
| 33 | Павшицы          | деревня                         | ↘10       |
| 34 | Передольская     | деревня                         | 66        |
| 35 | Подберезье       | деревня                         | ↘59       |
| 36 | Подгорье         | деревня                         | ↘4        |
| 37 | Покровка         | деревня                         | 5         |
| 38 | Пустошки         | деревня                         | 4         |
| 39 | Радовеж          | деревня                         | 9         |
| 40 | Редбуж           | деревня                         | ↘10       |
| 41 | Речка            | деревня                         | ↘9        |
| 42 | Светлая          | деревня                         | ↘1        |
| 43 | Смыч             | деревня                         | 20        |
| 44 | Старое Голубково | деревня                         | 8         |
| 45 | Столбец          | деревня                         | ↘2        |
| 46 | Страшево         | деревня                         | ↘2        |
| 47 | Танина Гора      | деревня                         | 4         |
| 48 | Теребони         | деревня                         | 52        |
| 49 | Уномерь          | деревня                         | 17        |
| 50 | Хочуни           | деревня                         | 2         |
| 51 | Черновицы        | деревня                         | ↘0        |
| 52 | Щепино           | деревня                         | ↘2        |

## Экономика
На территории поселения действует сельскохозяйственное предприятие ООО «Передольское» (основное направление деятельности — производство молока).

## Транспорт
На территории сельского поселения есть станция Передольская Санкт-Петербург-Витебского отделения Октябрьской железной дороги линии Санкт-Петербург — Витебск.

## Культура
- Народный хор «Русская песня», образован в 1984 году. Руководитель до 1989 года — Глазков Михаил Борисович, до 1995 года — Громова Ирина Викторовна, затем — Иванова Светлана Геннадьевна[22].